# سرخس حرشفي ناري
سرخس حرشفي ناري (الاسم العلمي: Polypodium pyrrholepis) هو نوع نباتي يتبع جنس السرخس من فصيلة السرخسية.